# Carlos Ganoza
Carlos Ganoza  (Callao, Perú; 3 de noviembre de 1916-Lima, Perú; 3 de julio de 1994) fue un futbolista peruano. Se desempeñó como arquero solo en clubes de Perú. La rapidez en sus reacciones y la efectividad de su vuelo de gran plasticidad, lo hicieron ser llamado como "el pez volador" por los medios de aquel entonces.

## Trayectoria
Su larga carrera se inició en el KDT Nacional y el White Star del Callao. Para luego jugar en el Atlético Chalaco y de ahí al Deportivo Municipal, donde empezaría a ser reconocido por su famoso apelativo de "el pez volador".Para después continuar en Universitario de Deportes, donde alcanzaría su mayor rendimiento. En la siguiente etapa continuaría en el Centro Iqueño, Ciclista Lima y el Juan Aurich de Chiclayo, donde se retiraria tras sufrir un accidente con toda la delegación.

## Clubes
| Club                      | País | Temporada |
| ------------------------- | ---- | --------- |
| KDT Nacional              | Perú | 1933-1935 |
| White Star                | Perú | 1936      |
| Atlético Chalaco          | Perú | 1937      |
| White Star                | Perú | 1938-1939 |
| Deportivo Municipal       | Perú | 1940      |
| Universitario de Deportes | Perú | 1941-1945 |
| Centro Iqueño             | Perú | 1946      |
| Ciclista Lima             | Perú | 1947      |
| Juan Aurich               | Perú | 1953      |

## Palmarés

### Títulos nacionales
| Título           | Club                      | País | Año  |
| ---------------- | ------------------------- | ---- | ---- |
| Primera División | Universitario de Deportes | Perú | 1941 |
| Primera División | Universitario de Deportes | Perú | 1945 |